# Ira Trivedi
 (juin 2023).
La mise en forme du texte ne suit pas les recommandations de Wikipédia : il faut le « wikifier ».
Les points d'amélioration suivants sont les cas les plus fréquents. Le détail des points à revoir est peut-être précisé sur la page de discussion.
- Les titres sont pré-formatés par le logiciel. Ils ne sont ni en capitales, ni en gras.
- Le texte ne doit pas être écrit en capitales (les noms de famille non plus), ni en gras, ni en italique, ni en « petit »…
- Le gras n'est utilisé que pour surligner le titre de l'article dans l'introduction, une seule fois.
- L'italique est rarement utilisé : mots en langue étrangère, titres d'œuvres, noms de bateaux, etc.
- Les citations ne sont pas en italique mais en corps de texte normal. Elles sont entourées par des guillemets français : « et ».
- Les listes à puces sont à éviter, des paragraphes rédigés étant largement préférés. Les tableaux sont à réserver à la présentation de données structurées (résultats, etc.).
- Les appels de note de bas de page (petits chiffres en exposant, introduits par l'outil «  Source ») sont à placer entre la fin de phrase et le point final[comme ça].
- Les liens internes (vers d'autres articles de Wikipédia) sont à choisir avec parcimonie. Créez des liens vers des articles approfondissant le sujet. Les termes génériques sans rapport avec le sujet sont à éviter, ainsi que les répétitions de liens vers un même terme.
- Les liens externes sont à placer uniquement dans une section « Liens externes », à la fin de l'article. Ces liens sont à choisir avec parcimonie suivant les règles définies. Si un lien sert de source à l'article, son insertion dans le texte est à faire par les notes de bas de page.
- La présentation des références doit suivre les conventions bibliographiques. Il est recommandé d'utiliser les modèles {{Ouvrage}}, {{Chapitre}}, {{Article}}, {{Lien web}} et/ou {{Bibliographie}}. Le mode d'édition visuel peut mettre en forme automatiquement les références.
- Insérer une infobox (cadre d'informations à droite) n'est pas obligatoire pour parachever la mise en page.

Pour une aide détaillée, merci de consulter Aide:Wikification.
Si vous pensez que ces points ont été résolus, vous pouvez retirer ce bandeau et améliorer la mise en forme d'un autre article.
Ira Trivedi est une auteure, une chroniqueuse et une professeure de yoga d'origine indienne. Ses écrits sont autant de la fiction et que de la non-fiction, avec un intérêt particulier accordé aux questions liées aux femmes, et plus largement au genre, en Inde. Parmi ses œuvres, on trouve India in Love: Marriage and Sexuality in the 21st Century, What would You Do to Save the World?, La grande histoire d'amour indienne et Il n'y a pas d'amour à Wall Street.

## Enfance et éducation
Ira Trivedi est née à Lucknow en Inde. Sa grand-mère était également écrivain, il s'agit de l'auteur Kranti Trivedi.
Ira Trivedi débute dans sa pratique du yoga lorsqu'elle est étudiante au Wellesley College. Elle sort d'ailleurs diplômée du Wellesley College en 2006 avec une spécialisation en économie. Ira Trivedi est également titulaire d'un master en gestion qu'elle a obtenu à l'Université de Columbia,.
Pour perfectionner ses compétences dans le domaine du yoga, elle a suivi la formation Acharya du Sivananda Yoga Vedanta Centre.

## Carrière
Ira Trivedi se lance dans l'écriture de son premier roman alors qu'elle est âgée de 19 ans. Celui-ci se base sur l'expérience qu'elle a vécue dans le cadre du concours de beauté Miss India. Intitulé "Que feriez-vous pour sauver le monde ? : Confessions d'une reine de beauté qui aurait pu être",, cet ouvrage de fiction a été décrit par une critique littéraire du Deccan Herald comme « Un premier roman divertissant qui révèle la poussière derrière les diamants, les larmes derrière les sourires en plastique et la saleté sur ce qui se passe vraiment dans les coulisses d'un concours de beauté ».
En 2009, Ira Trivedi écrit et publie l'ouvrage The Great Indian Love Story. Bien accueilli par la critique, le roman retient l'attention de The Hindu qui note qu'il « se déroule dans l'Inde moderne où les plaisirs matérialistes dominent les émotions » et qu'il est « un mélange d'amour, de sexe, de vengeance, d'amitié, de pouvoir et de crime ». Ira a ensuite travaillé pour adapter le roman en film.
En 2011, Ira Trivedi publie un nouveau roman de fiction, qui met en scène des banquiers d'investissement et s'intitule Il n'y a pas d'amour à Wall Street. Ahmed Faiyaz, critique littéraire pour le Deccan Herald, revient sur cet ouvrage et souligne la voix particulière de l'autrice, qui amène son lectorat à « enlever leurs lunettes teintées de rose pour voir les choses telles qu'elles sont, sans faux-semblant ». Une autre critique, rédigée dans DNA par Jayeeta Mazumder souligne que la protagoniste « reste une "Indienne" confuse qui déteste son " indianité " » et n'est pas tendre concernant la fin du livre, toutefois elle relève que « le regard microscopique sur la banque est particulièrement convaincant ».
En 2014, Ira Trivedi propose à son lectorat un essai, intitulé Love Me Do, publié dans Outlook. Le Firstpost mettra en avant dans l'une de ses critiques l'un des arguments de l'autrice, à savoir que pour elle « l'Inde est en proie à une révolution sexuelle majeure ». Cette thématique et idée était déjà présente dans son ouvrage de non-fiction, India in Love: Marriage and Sexuality in the 21st century. Dans ce dernier elle revenait sur différents voyages qu'elle avait effectués pour conduire des interviews sur les sujets relatifs à l'amour pour les personnes indiennes. D'après Gargi Gupta du DNA India, Ira Trivedi est une auteure qui s'adresse « à des étudiants d'écoles et d'universités indiennes, aux couples - mariés, en devenir, cohabitants ou de même sexe - à leurs parents et tuteurs, aux conseillers conjugaux, aux astrologues, aux avocats spécialisés dans les divorces afin de leur dresser un tableau complet de cette révolution qui lève le voile sur plusieurs siècles de répression ». Dans Mint, Sumana Mukherjee rapporte qu'après le viol collectif et le meurtre de Delhi en 2012, ce livre a été « le premier ouvrage issu d'une personne locale qui propose une sociologie populaire de la " révolution sexuelle " » et pour elle « ce n'était qu'une question de temps ». Lors du lancement de son livre à Chennai, Ira Trivedi a déclaré : « Quand j'ai vu l'indignation après le viol collectif de Delhi, j'ai su que nous allions quelque part. Il y avait des centaines de personnes, des jeunes femmes qui manifestaient dans les rues, des pères emmenant leurs filles aux manifestations. L'augmentation du nombre des cas de viol après cela n'est qu'un symptôme de choses qui sortent du placard ».
En 2016, Ira Trivedi publie un recueil de nouvelles qu'elle intitule Gumrah : 11 Short Teen Crime Stories. Ce dernier se base sur la série télévisée Gumrah : End of Innocence dont il s'inspire.
En 2017, Ira Trivedi revient aux romans avec Nikhil and Riya,. La même année sort également son ouvrage The 10 Minute Yoga Solutionqui est décrit par IANS comme « un manuel approprié pour tous ceux qui n'ont pas encore fait d'incursion dans la pratique védique » et qui est  « tout aussi important pour les pratiquants ».
En 2019, Ira Trivedi co-écrit le livre The Desi Guide to Dating avec Sachin Bhatia. Dans SheThePeople. TV, Amrita Paul explique que l'ouvrage « aborde la vision souvent misogyne de la société en ce qui concerne les rencontres entre femmes et hommes et donne une perspective équilibrée sur ces dernières ».
En 2020, nouvelle publication pour l'autrice avec la sortie de son livre pour enfants Om the Yoga Dog. The Indian Express décrit l'ouvrage comme « une façon amusante et intéressante d'amener les enfants à pratiquer le yoga ». Dans une autre critique rédigée par Soma Basu de The Hindu , l'ouvrage est perçu comme « un simple guide, étape par étape, sur le yoga dédié aux enfants, qui propose des asanas faciles et des techniques de respiration bénéfiques ».
Enfin, Ira Trivedi est la fondatrice de Namami Yoga, une organisation à but non lucratif qu'elle fera évoluer en développant sa propre application mobile Ira Yoga Wellness. Elle ouvrage également un studio de yoga en ligne, Yog Love.
Parmi ses autres activités, Ira est aussi chroniqueuse et elle a écrit pour The Hindu, Deccan Chronicle, The Telegraph, The Times of India, et Outlook. Ira Trivedi parle souvent des questions de genre, de femmes et de jeunes,.

## Vie privée
Le 11 juin 2023, Ira Trivedi épouse le producteur de films Madhu Mantena à Mumbai, en présence de leur famille proche et de leurs amis.

## Travaux
- Que feriez-vous pour sauver le monde (2006, Penguin Books )
- La grande histoire d'amour indienne (2009, Penguin Books)
- Il n'y a pas d'amour à Wall Street (2011, Penguin Books)
- India in Love: Mariage et sexualité au XXIe siècle (2014, Aleph Book Company)
- Gumrah: 11 courtes histoires de crimes d'adolescents (2016)
- Nikhil et Riya (2017)
- La solution de yoga en 10 minutes (2017, Harper Collins)
- Le guide Desi des rencontres (2019)
- Om le chien de yoga (2020, macareux)

## Prix
En 2015, Ira Trivedi remporte le Devi Award pour le dynamisme et l'innovation. Toujours la même année, elle se voit octroyer un UK Media Award, dans la catégorie meilleur article d'investigation, pour la récompenser de son travail sur la traite des épouses en Inde.
En 2017, Ira Trivedi se voit désignée comme l'une des « 100 femmes les plus influentes de la BBC au monde ».